# Wiązanie koordynacyjne
Wiązanie koordynacyjne (donorowo-akceptorowe) – rodzaj kowalencyjnego wiązania chemicznego, którego istotą jest uwspólnienie pary elektronowej między dwoma atomami, przy czym oba te elektrony formalnie pochodzą od jednego atomu.

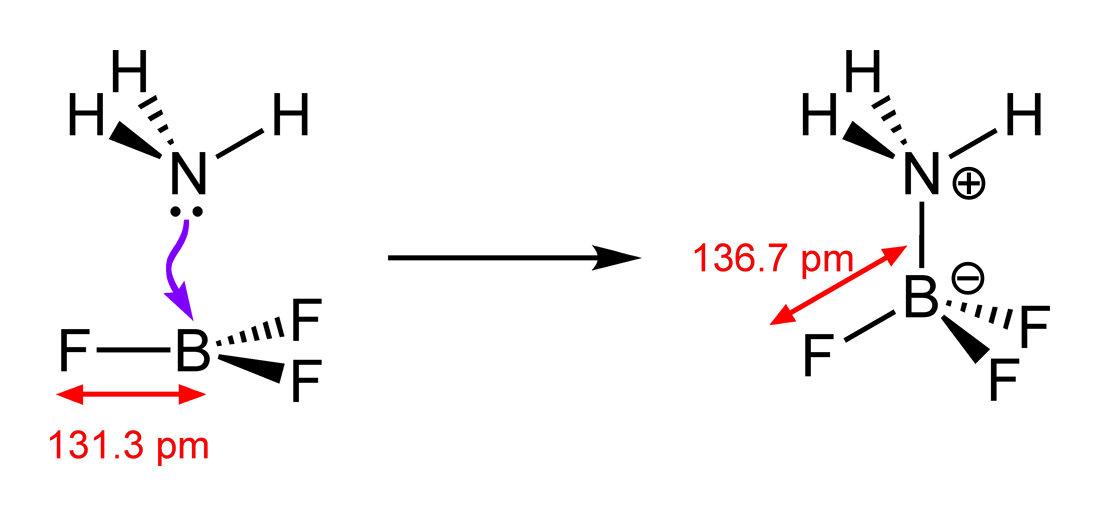
Przykład tworzenia wiązania koordynacyjnego pomiędzy zasadą Lewisa (amoniakiem) a kwasem Lewisa (fluorkiem boru)

Wiązanie koordynacyjne jest zazwyczaj klasyfikowane jako podtyp wiązania kowalencyjnego. Różnica między wiązaniem kowalencyjnym a koordynacyjnym polega głównie na źródle współdzielonych elektronów, jest więc głównie formalna. Zarówno energia wiązań koordynacyjnych, jak i inne jego cechy często nie odbiegają od zwykłych wiązań kowalencyjnych, w których współdzielone elektrony należą od obu atomów. Typowym przykładem tworzenia wiązań koordynacyjnych jest dostarczanie pary elektronowej przez zasadę Lewisa do kwasu Lewisa.

Przykład wiązania koordynacyjnego w jonie amonu

W wielu związkach kompleksowych i metaloorganicznych często bardzo trudno jest dokładnie ustalić, które wiązania są koordynacyjne, a które nie, choć na podstawie ogólnego rachunku elektronów całego układu wiązań wiadomo, że niektóre z nich muszą być formalnie koordynacyjne. Nawet w tak prostej strukturze, jak kation amonowy, w którym formalnie występować powinny trzy wiązania zwykłe i jedno koordynacyjne, nie da się wskazać, które z nich jest rzeczywiście koordynacyjne, ponieważ wszystkie cztery są identyczne. W wielu związkach chemicznych wiązania koordynacyjne daje się jednak zidentyfikować i mają one szczególne właściwości, wyraźnie inne od typowych wiązań kowalencyjnych. Przykładem tego rodzaju wiązań są występujące w kompleksach π.
W wiązaniach koordynacyjnych wyróżnia się atom donora (dostarczyciela) i akceptora (przyjmującego) elektronów. W większości przypadków donorem elektronów jest atom bardziej elektroujemny, a akceptorem bardziej elektrododatni, choć istnieją też nieliczne przypadki, gdy jest na odwrót. Czasem jednak oba związane atomy są jednocześnie donorami i akceptorami – przykłady: wiązanie metal-fosfor, metal-alken, metal-aren, metal-tlenek węgla. W takich przypadkach wiązanie ma podwójny charakter: donorowy (donacja od liganda do metalu) i redonorowy (inaczej: zwrotny, ang. back-bonding, od metalu do liganda).
We wzorach strukturalnych wiązania koordynacyjne, dla odróżnienia od zwykłych kowalencyjnych, zaznacza się niekiedy jako strzałki, które są skierowane w stronę akceptora elektronów. Czasem rysuje się je jako zwykłe kreski, zaznaczając ładunki formalne: plus na donorze, minus na akceptorze. W chemii koordynacyjnej wiązania koordynacyjne zaznacza się jak każde inne wiązanie (tj. za pomocą kreski, lub ew. dwóch/trzech kresek, jeśli wiązanie jest wielokrotne).